# Phytomyza vitalae
Phytomyza vitalae är en tvåvingeart som beskrevs av Johann Heinrich Kaltenbach 1872. Phytomyza vitalae ingår i släktet Phytomyza och familjen minerarflugor.
Artens utbredningsområde är Tyskland. Inga underarter finns listade i Catalogue of Life.